# Hangaku Gozen
Hangaku Gozen (坂額御前?) fue una samurái, una de las relativamente pocas mujeres guerreras japonesas conocidas en la historia o en la literatura clásica.

## Juventud
Vivió durante el final de los Heian y el principio de los períodos Kamakura. Sus otros nombres incluyen Hangaku (板額 o 飯角). Ella era hija de un guerrero llamado Jō Sukekuni (城資国), y sus hermanos eran Jō Sukenaga (城資永) y Jō Nagamochi (城長茂) (o Sukemochi (助茂)).

## Carrera y captura
En 1180-1185 Tomoe Gozen luchó en la Guerra de Genpei junto a los hombres. Los Jō eran guerreros, aliados del clan Taira, en la provincia de Echigo (actual Prefectura de Niigata). Fueron derrotados en las Guerras Genpei, y perdieron la mayor parte de su poder. En 1201, junto con su sobrino Jō Sukemori (城資盛), formó un ejército en respuesta al intento de Sukemoto (el Levantamiento Kennin) de derrocar al Shogunato Kamakura. Hangaku y Sukenaga tomaron una posición defensiva en un fuerte de Tossakayama bajo el ataque de Sasaki Moritsuna (佐々木盛綱). Hangaku comandó a 3.000 soldados para defenderse de un ejército de 10.000 soldados leales al clan Hōjō
Finalmente fue herida por una flecha y capturada; las defensas se derrumbaron. Hangaku fue llevada a Kamakura. Cuando fue presentada al shōgun Minamoto no Yoriie, conoció a Asari Yoshitō (浅利義遠), un guerrero del clan Kai-Genji, que recibió el permiso del shōgun para casarse con ella. Vivían en Kai, donde se dice que tuvo una hija.